# 科茹什基
50°27′21″N 27°30′39″E / 50.45583°N 27.51083°E
科茹什基（烏克蘭語：Кожушки），是烏克蘭北部的村莊，隸屬日托米爾州的茲維亞赫爾區。該村面積0.82平方公里，海拔高度223米，2001年人口286，人口密度每平方公里348.36人。